# Laportea oligoloba
Laportea oligoloba är en nässelväxtart som först beskrevs av John Gilbert Baker, och fick sitt nu gällande namn av I. Friis. Laportea oligoloba ingår i släktet Laportea och familjen nässelväxter. Inga underarter finns listade i Catalogue of Life.